# Екатериновка (Брасовский район)
Екатериновка — посёлок в Брасовском районе Брянской области, в составе Дубровского сельского поселения. 
 Расположен в 7 км к востоку от села Дубровка. Население — 7 человек (2010).

## История
Упоминается с XIX века как хутор Рассошенский (ранее на этом месте располагалась деревня Рассошка). В первой половине XX века — посёлок Екатерининский, позднее Екатериновка.
До 1975 года входил в Калошичьевский сельсовет, в 1975—2005 гг. — в Краснинском сельсовете.
| Годы      | 1926 | 1979 | 1989 | 2002 | 2010 |
| --------- | ---- | ---- | ---- | ---- | ---- |
| Население | 190  | 89   | 39   | 18   | 7    |